# Untitled Film Stills
Untitled Film Stills est une série de photographies en noir et blanc réalisées par l'artiste visuelle américaine Cindy Sherman entre 1977 et 1980, qui lui ont valu une reconnaissance internationale. Sherman se met en scène dans divers rôles féminins stéréotypés inspirés des films des années 1950 et 1960. Ils représentent des clichés ou des modèles féminins "qui sont profondément ancrés dans l'imaginaire culturel" . Elle a ensuite été parrainée par Madonna au Museum of Modern Art (MoMA) en 1997.

## Description
Cindy Sherman pose dans divers rôles féminins stéréotypés inspirés du Hollywood des années 1950 et 1960, du film noir, des films de série B et des films d'art et d'essai européens. Ils représentent des clichés ou des types féminins (la fille de bureau, la bombe, la fille en fuite, la femme au foyer, etc.) "qui sont profondément ancrés dans l'imaginaire culturel".
Les personnages de toutes ces photographies regardent toujours loin de l'appareil photo et hors du cadre. Sherman se coule dans chacun de ces rôles, devenant à la fois l'artiste et le sujet de l'œuvre.
L'historienne de l'art Rosalind Krauss a décrit cette série comme "des copies sans originaux". Toutes les images sont sans titre, Sherman souhaitant préserver leur ambiguïté. Les numéros associés aux œuvres d'art individuelles sont attribués par sa galerie, principalement en tant que système de catalogage. En décembre 1995, le Museum of Modern Art (MOMA) a acquis les soixante-neuf photographies en noir et blanc de la série. Sherman a ensuite décidé d'ajouter une image supplémentaire, portant la série à soixante-dix. Dans les expositions précédentes du MOMA, les photographies ne sont ni accrochées chronologiquement, ni regroupées par thème, lieu ou contenu. De taille modeste par rapport aux photographies cibachrome ultérieures de Sherman, elles mesurent toutes 8½ × 11 pouces et sont toutes présentées dans des cadres noirs simples et identiques. La finition brillante et l'échelle sont censées faire référence aux photos publicitaires ou promotionnelles d'un film.

Dans l'essai The Making of Untitled, Sherman revient sur ses débuts avec cette série :
Je suppose qu'inconsciemment, ou au mieux semi-consciemment, j'étais aux prises avec une sorte de tourmente propre à moi concernant la compréhension des femmes. Les personnages n'étaient pas des mannequins, ce n'étaient pas de simples actrices écervelées. C'étaient des femmes qui se débattaient avec quelque chose, mais je ne savais pas quoi. Les vêtements les font paraître d'une certaine façon, mais ensuite vous regardez leur expression, aussi légère soit-elle, et vous vous demandez si "elles" ne sont pas ce que les vêtements communiquent. Je ne travaillais pas avec une "conscience" élevée, mais j'avais vraiment l'impression que les personnages s'interrogeaient sur quelque chose - peut-être étaient-ils forcés de jouer un certain rôle. En même temps, ces rôles sont dans un film : les femmes ne sont pas réalistes, elles jouent. Il y a tellement de niveaux d'artifice. J'aime ce mélange d'ambiguïté.
La conservatrice d'art Eva Respini a déclaré qu'il s'agissait «sans doute de l'un des corpus d'œuvres les plus importants réalisés au XXe siècle et complètement canonisé par les historiens de l'art, les conservateurs et les critiques».
Une sélection de 21 photographies de la série a été vendue 6 773 000 dollars chez Christie's, le 11 novembre 2014